# 溥佳
溥佳（1908年7月7日—1979年），愛新覺羅氏，漢名金智元，載濤之次子，嫡福晉姜婉貞所出。幼時為宣統帝英文伴讀，成為宣統帝親信。滿洲國成立後任執政府侍從武官、宮內府侍衛官，期間於1932年12月下旬負笈日本陸軍士官學校，1941年1月1日升任宮內府近侍處處長，1945年1月17日辭職，返回北平。中共建政後擔任內蒙古自治區政協參事室參事，從事文史工作，著有《清宮回憶》一書，1979年病卒，享壽71歲。長子早夭，次子金毓崟。